# Тартак (гурт)
Тартак — український репкор-гурт, заснований у Луцьку 1996 року. Станом на 2019 рік гурт випустив 10 альбомів.

## Історія

### Початок і перший альбом (1996—2001)
Точкою відліку історії гурту Тартак є 1996 рік. Саме тоді новостворений проєкт взяв участь у відбірковому турі фестивалю «Червона Рута», на якому незабаром переміг. Презентувавши на фестивалі пісні «О-ля-ля», «Подаруй Мені Кохання» та «Божевільні Танці», Тартак став лауреатом 1-ї премії в жанрі танцювальної музики. Назва гурту — тарта́к, означає деревообробне підприємство.
Наприкінці 1997 року до Сашка Положинського та Василя Зінкевича-молодшого, які на той момент і складали гурт, а скоріше — просто дует, долучилися Андрій Благун — клавішник — та гітарист Андрій «Муха» Самойло. У цьому складі на початку 1998 року музиканти проїхали по всій Україні як переможці фестивалю «Червона Рута-97».
По закінченні туру Тартак спіткала низка невдач. Спочатку була заборона виступати на відкритих майданчиках в Києві, потім колектив вимушено покинув Василь Зінкевич-молодший. Гурт довго балансував у повітрі, аж поки їх під опіку не взяв продюсер Олексій Яковлєв. За цей час Сашко Положинський встиг попрацювати ведучим хіт-параду «12-2», що виходив на радіо «Промінь», та побувати ведучим на Biz-Tv, а згодом на ICTV — у хіт-параді «Русскіє Горкі», що зробило Тартак, в особі фронтмена, більш впізнаваним.
Наприкінці 1999-го до складу гурту приєднався Ді-джей Валентин Матіюк і вже з початку 2000 року Тартак засів за запис свого дебютного альбому «Демо графічний вибух», запис якого тривав майже два роки. До альбому увійшли як зовсім нові пісні, так і вже досить давні, але в новому звучанні, з якими Тартак переміг на «Червоній Руті».
На 5 пісень, що ввійшли до альбому, відзняли відеокліпи. Перший кліп для, на пісню «О-ля-ля», зняв Віктор Приходько ще в 1999 році. Потім був кліп «Кожнетіло» Ігоря Іванова (2000), Віктор Придувалов відзначився у роботі над піснею «100% Плагіат» (2001), а в 2002-му — вже після виходу альбому у світ — Юрій Морозов відзняв кліп «Буча-Чака», а Олександр Кириєнко — «Божевільні Танці». В жовтні 2001-го розпочав свою роботу офіційний сайт гурту tartak.com.ua. В гурт прийшли барабанщик Едуард Косорапов та басист Дмитро Чуєв, які до ТАРТАКа грали у черкаському гурті ДАСТ МІКС. Прихід нових музикантів дав можливість перейти до повного живого звучання на концертах — без підкладок та секвенцій. Один за одним «Тартак» запрошують всі найбільші українські фестивалі — «Таврійські Ігри», «Перлини Сезону», «Лемківська Ватра» в Польщі, «Екстримізм» у Києві, «Рокотека» у Львові, на фестивалі «Чайка» «Тартак» вперше виступив як хедлайнер, а вже апогеєм цієї фестивальної ходи став виступ на «Рок-Екзистенції».

### «Система Нервів» та «МуЛиЩа» (2002—2005)
Десь із середини 2002 року «Тартак» взявся за запис другого альбому. Ідею щодо створення підбірки пісень, записаних разом із друзями, Сашко виношував досить давно. І от вже у березні 2003 року з'явився новостворений альбом дуетів «Система Нервів». До альбому увійшло 17 пісень, участь у яких взяли зокрема Катя Chilly, гурти ТНМК, DE SHIFER, Фактично самі, Мотор'ролла, дует Світязь та інші. До трьох пісень було знято кліпи («МікрOff/Onна Перевірка», спільна з «Роллік'сом», «Понад Хмарами» з Катею Chilly та «Ні, Я Не Ту Кохав» зі «Світязем»). При цьому кліп зі «Світязем» відзняли аж у 2005 році, після чого пісня стала дуже популярною. Режисером всіх трьох кліпів з цього альбому став Віктор Придувалов.
Всю першу половину 2004 року «Тартак» провів у студії, і як результат, в червні вийшов третій за рахунком альбом «Музичний Лист Щастя». До альбому увійшло 15 композицій, серед яких особливо популярними стали пісні «Весело!», «Нашеліто», «Хулігани», «Я Не Хочу» та «Стільникове Кохання».

### Зміни у складі та «Гуляйгород» (2005—2006)

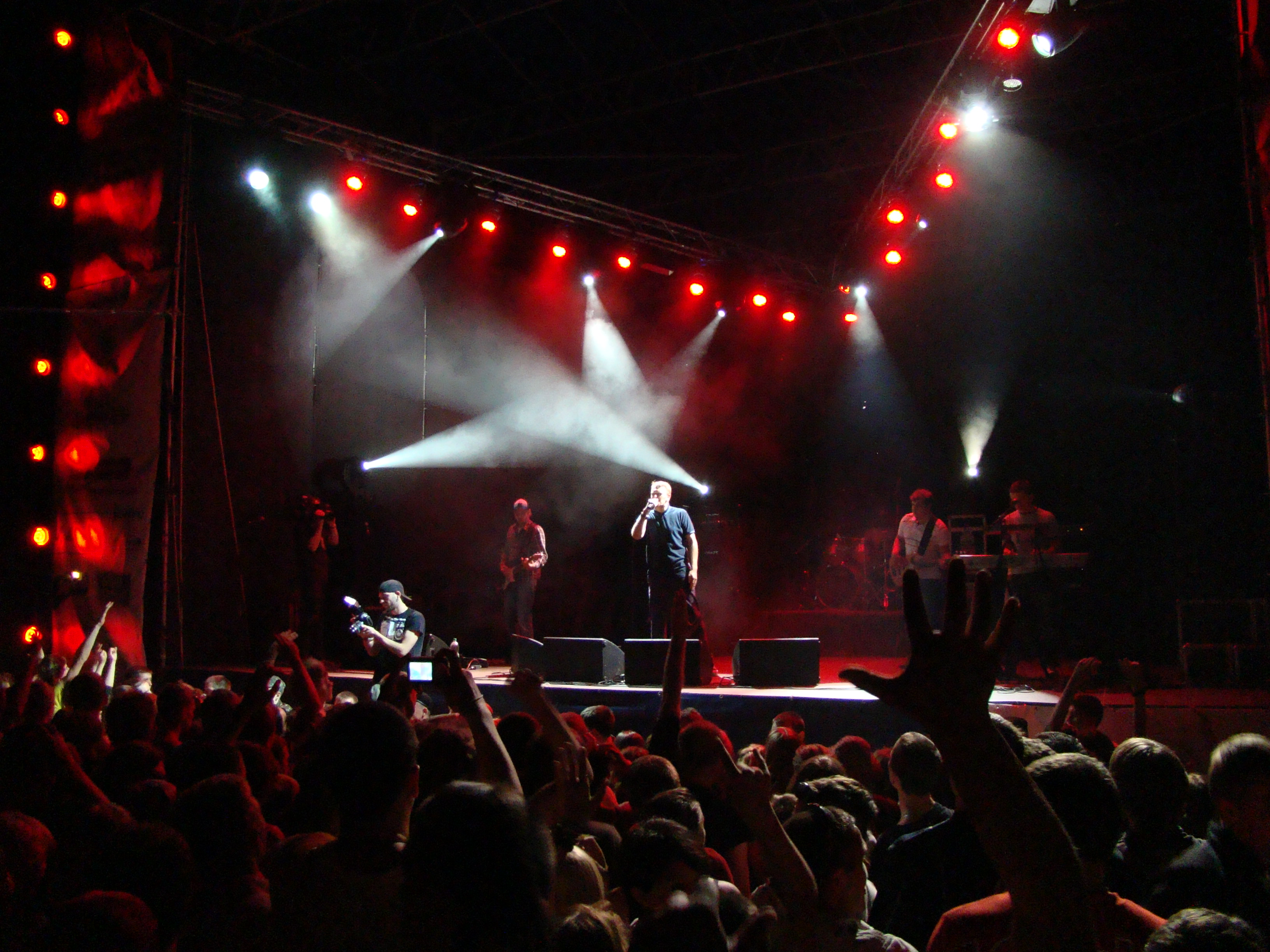
«Тартак» на Зашкові 2011

Початок 2005 року відзначився змінами. У середині лютого, на Європейській площі в Києві, «Тартак» дав останній концерт у старому складі, адже на початку квітня 2005 року Андрій «Муха» та ді-джей Валік вирішили залишити «Тартак», щоб розпочати новий творчий етап у гурті Бумбокс. Наприкінці квітня «Тартак» повідомив, що до гурту приєдналися гітарист Антон Єгоров, який на той час вже встиг пограти у гуртах «Бугі-Вугі Джем Слем» і «Прозорі», та Віталій Павлишин, відоміший як ді-джей Архітектор Мендисабель, якого вже на той момент асоціювали з «Тартаком». Свого часу Віталій скретчував у складі гурту ХВК, а з ТАРТАКОМ його пов'язувала давня дружба і співпраця як дизайнера обкладинок альбомів, сайту, кліпу «Весело!» та фірмових футболок.
Восени 2005 року «Тартак» приєднався до акції «Не будь байдужим!». Головна ідея акції — спонукати українців до громадянської активності та захищати свої права. З цією акцією «Тартак» відвідав більше десяти невеликих міст України, в яких раніше ніколи не виступав. 1 грудня музиканти презентували альбом реміксів «Перший комерційний».
Наприкінці того ж 2005 року світ побачив і новий, четвертий, альбом гурту – «Гуляйгород». Поштовхом до створення цього альбому стала пропозиція Олега Скрипки виступити на етно-фестивалі «Країна Мрій 2005». Запросивши до співпраці кіровоградський етнографічний колектив «Гуляйгород», «Тартак» підготував спеціальну фестивальну програму. Виступивши з новою програмою ще на кількох фестивалях в Україні та Польщі, «Тартак» і «Гуляйгород» до кінця 2005 року весь матеріал оформили у повноцінний студійний диск. 6 січня 2006 року, на Святвечір, музиканти представили нові пісні у Різдвяному виступі на телеканалі М1 у проєкті «tvій формат».
Того ж місяця «Тартак» та «Гуляйгород» взяли участь у зимовому фестивалі «Бакуріані 2006», що проходив у Грузії, а в лютому-березні представили свою програму в багатьох містах України. Було знято два відеокліпи — «Чорноморець», режисером якого став Іван Ясній, та «Ой Учора В Куми», який створив автор кліпів «Хулігани» та «Нашеліто» Тарас Химич.

### «Сльози та соплі» (2006—2009)

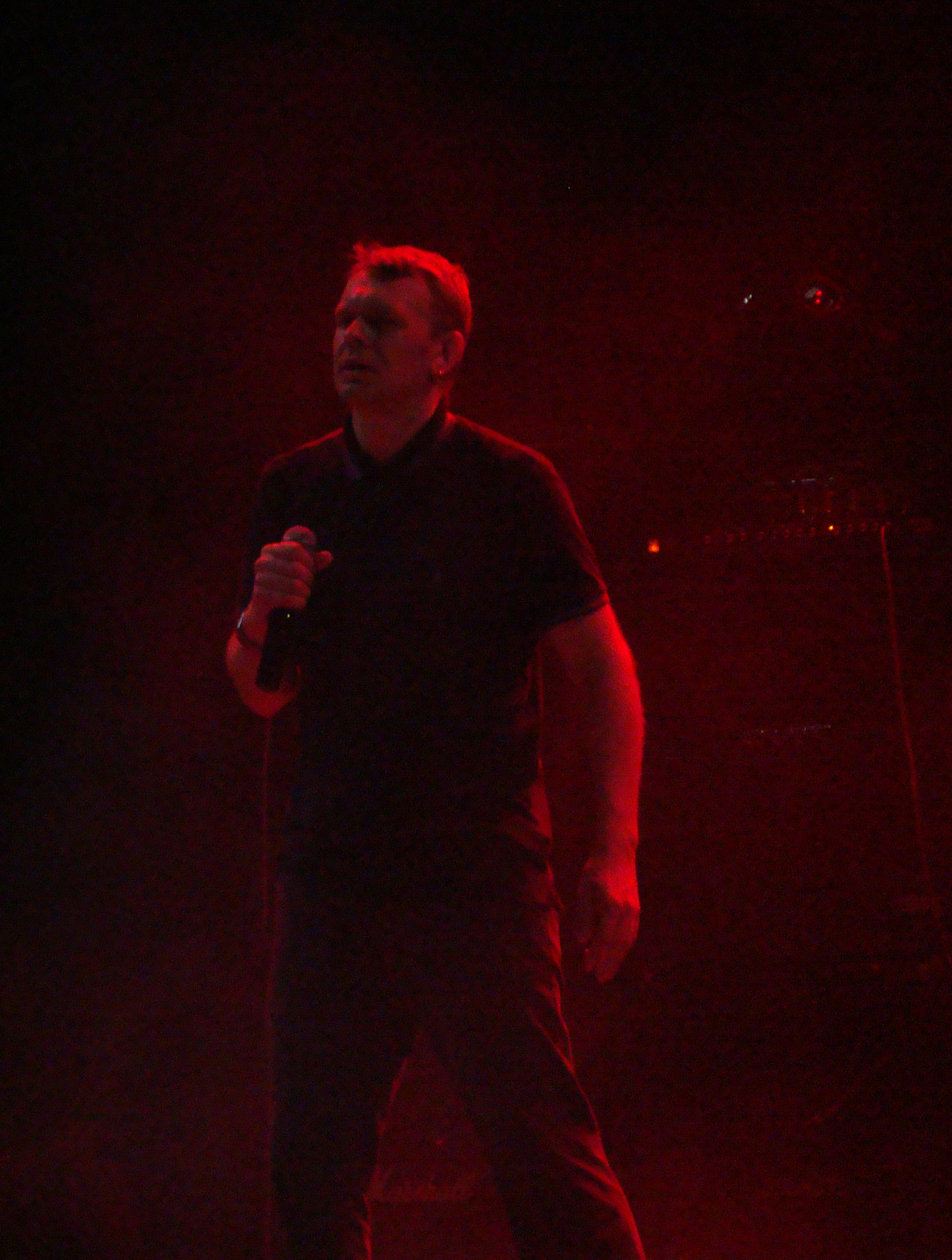
Сашко Положинський, 2011

В червні 2006 року збірна України з футболу мала дебютувати на Чемпіонаті світу. На її підтримку «Тартак» записав пісню «Україно, Забивай!», на яку також було знято кліп, а також випущено максі-сингл. Відео створила агенція «А7», першою музичною роботою якої колись була робота на пісню «Стільникове Кохання», а над іншими максі-сингловими версіями «Україно, Забивай!» попрацювали музиканти «Тартака», а також їхні друзі з ФДР-радіоцентру та з гуртів Аби MC і Фактично Самі.
Наприкінці червня гурт випустив компакт-диск зі своєю музичною історією. Усі 4 альбоми та 1 альбом реміксів вийшли на одному диску у форматі мр3.
На межі осені-зими 2006 року гурт відзначив 10-річчя. Першою ластівкою цього свята став запуск оновленого сайту, наприкінці року вийшов новий альбом «пісень про кохання» «Сльози Та Соплі».
2007 року з'явився кліп на пісню «Не кажучи нікому», присвячену бійцям УПА. Пісня здобула велику популярність.

### «Опір матеріалів» і «Сімка» (2009—2014)

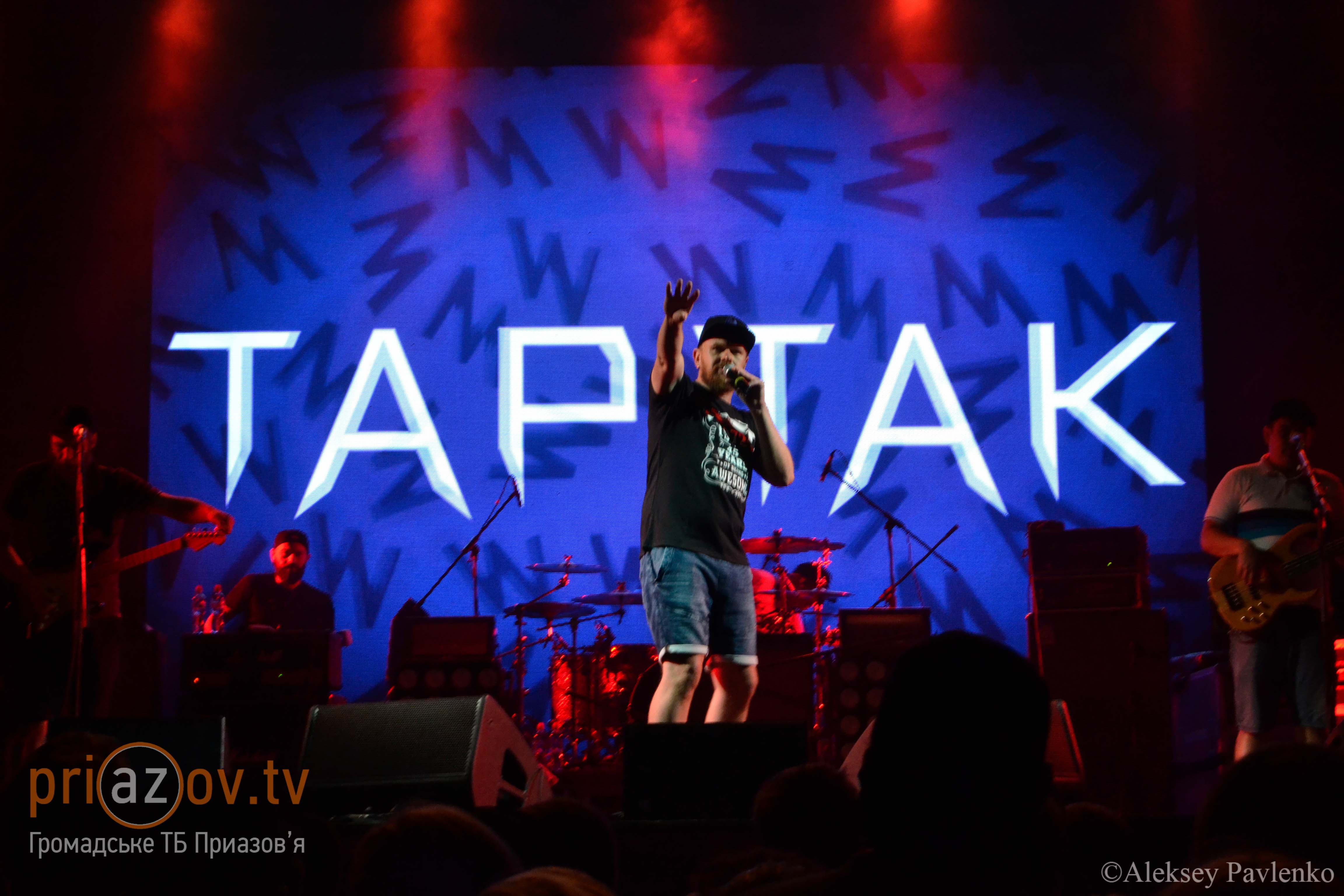
Тартак на фестивалі MRPL City 2017

Наступний альбом «Опір матеріалів» було викладено в мережу безплатно в новорічну ніч 1 січня 2010 року. Причиною були невдалі перемовини щодо видання диску. Альбом здобув премію «Непопса» в номінації «Найкраща платівка року». Було знято кліпи на пісні «Атомна помпа», «3Dенс», «Моральний секс», «Ти подумай», «Репанк» та «Дж…Ангел». В останньому головну роль зіграла українська кікбоксерка Олена Овчиннікова.
2012 року було презентовано наступний альбом «Сімка», до якого увійшло 12 треків. До цього альбому було записано шість кліпів — на пісні «Ритмотека», «Ілюзія», «Їм було байдуже», «Просто ніжно так», «Як усі», «Я не один».
2014 року Положинський зайнявся сайд-проєктом «Був'є», з яким записав альбом і кілька синглів.

### «Ввічність» і тур до 20-річчя
23 листопада 2015 Положинський повідомив про вихід альбому «Ввічність». Запис альбому було завершено ще влітку того ж року, проте дату релізу неодноразово переносили. Концертна презентація альбому відбулася 20 грудня у київському клубі «Sentrum».
В грудні 2016 року «Тартак» вирушив у тур, присвячений 20-літтю колективу.

### «АнТАРТАКтида» (2017—2019)
27 травня гурт виступив на першому Хмельницькому Рок-фестивалі — Rock&Buh (Рок & Буг), де була анонсована нова пісня «Стара школа».
28 травня Тартак випустив кліп «Стара школа».
7 липня гурт виступив на першому фестивалі MRPL City.
2 грудня 2017 в мережі з'явився новий альбом «АнТАРТАКтида Частина Друга», який був вперше зіграний наживо в той же день в клубі Centrum.
30 листопада 2018 року гурт представив десятий номерний альбом «АнТАРТАКтида. Частина Перша», який складається з дуетів з українськими музикантами. У 2019 році було презентовано кліпи «Подих ночі» (знятий у Львові) та «Пташка» (знятий у Грузії). 7 грудня 2019 Тартак відзначає 23-річчя концертом у Києві.

### «Тартак» без Положинського (2020—2022)
5 лютого 2020 Олександр Положинський у відеозверненні до своїх підписників повідомив про припинення своєї участі у групах «Тартак» і «Був'є».
8 квітня 2020 на офіційному ютуб-каналі гурту відбувся онлайн-виступ, у якому взяв участь Сергій Строян, в якості нового вокаліста «Тартака». Сергій також є вокалістом гурту Чумацький Шлях
20 січня 2022 музиканти оголосили про завершення своєї роботи у складі гурту на його офіційній Facebook-сторінці та анонсували роботу над новим проєктом.

## Учасники

### Колишні
- Василь Зінкевич-молодший — гітара (1996—1998)
- Андрій «Муха» Самойло — гітара (1997—2005)
- Валентин «DJ Валік» Матіюк — діджей (1999—2005)
- Віталій «DJ Архітектор Мендисабель» Павлишин — діджей (2005—2008)
- Едуард Косорапов — барабани (2001—2011)
- Андрій Благун — клавіші (1997—2015)
- Станіслав Шапаренко — барабани (2011—2015)
- Дмитро Чуєв — бас-гітара (2001—2019)
- Сашко Положинський — вокал, тексти (1996—2020)
- Сергій Строян  — вокал (2020-2022)
- Антон Єгоров — гітара (2005-2022)
- Ярослав Вільчик — барабани (2015-2022)
- Денис Левченко — бас-гітара (2019-2022)

## Дискографія

### Студійні альбоми
- 2001 — Демо графічний вибух
- 2003 — Система нервів
- 2004 — Музичний лист щастя
- 2005 — Гуляйгород
- 2006 — Сльози та соплі
- 2010 — Опір матеріалів[9]
- 2012 — Сімка[10]
- 2015 — Ввічність[11]
- 2017 — АнТАРТАКтида. Частина Друга
- 2018 — АнТАРТАКтида. Частина Перша

### Сингли
- 2002 — Мікрофонна перевірка
- 2006 — Україно, забивай!
- 2014 — Висота / Ніхто крім нас[12][13]
- 2017 — Стара школа[4]

### Альбоми реміксів
- 2005 — Перший комерційний
- 2007 — Kofein
- 2010 — Назбиралося на 2010

### Збірки
- 2006 — Закліпані пісні або бачили очі що купували
- 2007 — Для тєх кто в путі
- 2007 — Тартака МР3 (МР3-збірка)

### DVD
- 2007 — De Video

### Інші альбоми
- 2007 — ПоНеДілОК (проєкт Положинського у складі «Тричі»)
- 2008 — Українська Героїчна Пісня (збірка за участю Тартака)

## Відеокліпи
| Рік  | Назва пісні                                | Режисер(и)                         | Альбом               |
| ---- | ------------------------------------------ | ---------------------------------- | -------------------- |
| 1999 | «О-ля-ля»                                  | Віктор Приходько                   | Демо графічний вибух |
| 2000 | «Кожне тіло»                               | Ігор Іванов                        | Демо графічний вибух |
| 2001 | «100%-й плагіат»                           | Віктор Придувалов                  | Демо графічний вибух |
| 2002 | «Божевільні танці»                         | Олександр Кириєнко                 | Демо графічний вибух |
| 2002 | «Буча-Чака»                                | Юрій Морозов                       | Демо графічний вибух |
| 2002 | «Мікроff/onна перевірка» (feat Роллік'с)   | Віктор Придувалов                  | Система нервів       |
| 2003 | «Понад хмарами» (feat Катя Chilly)         | Віктор Придувалов                  | Система нервів       |
| 2003 | «Хулігани»                                 | Тарас Химич                        | Музичний лист щастя  |
| 2004 | «Наше літо»                                | Тарас Химич                        | Музичний лист щастя  |
| 2004 | «Весело»                                   | «Бригада Ненза»                    | Музичний лист щастя  |
| 2004 | «Я не хочу»                                | Олег Артим                         | Музичний лист щастя  |
| 2005 | «Ні я не ту кохав»                         | Віктор Придувалов                  | Система нервів       |
| 2005 | «Стільникове кохання»                      | Олександр Пархоменко               | Музичний лист щастя  |
| 2006 | «Чорноморець»                              | Іван Ясній                         | Гуляйгород           |
| 2006 | «Ой, учора в куми»                         | Тарас Химич                        | Гуляйгород           |
| 2006 | «Ой, учора в куми» (Kofein studio version) | Тарас Химич                        | Kofein               |
| 2006 | «Україно, забивай!»                        | Олександр Пархоменко               | Україно, забивай!    |
| 2006 | «Омана»                                    | Тарас Химич                        | Сльози та соплі      |
| 2006 | «Я не знаю»                                | Сергій Солодкий                    | Сльози та соплі      |
| 2007 | «Поп корн»                                 | Олесь Санін і Сашко Положинський   | Сльози та соплі      |
| 2007 | «Не кажучи нікому» (feat Андрій Підлужний) | Тарас Химич                        |                      |
| 2008 | «Інґліш сонґ»                              | Кадім Тарасов                      | Сльози та соплі      |
| 2008 | «Інґліш сонґ» (Jalsomino Remix)            | Кадім Тарасов                      | Назбиралося на 2010  |
| 2008 | «Ти дуже гарна»                            | Дмитро Коммісаров                  | Сльози та соплі      |
| 2008 | «Інді я»                                   |                                    | Музичний лист щастя  |
| 2009 | «Дж…Ангел»                                 | Тарас Химич                        | Опір матеріалів      |
| 2009 | «Атомна помпа»                             |                                    | Опір матеріалів      |
| 2009 | «3Dенс»                                    | Кадім Тарасов                      | Опір матеріалів      |
| 2010 | «Моральний секс»                           | Сашко Положинський                 | Опір матеріалів      |
| 2011 | «Ти подумай» (feat Діана Попова)           |                                    | Опір матеріалів      |
| 2012 | «Репанк»                                   |                                    | Опір матеріалів      |
| 2012 | «Сядай сядай» (feat Гуляйгород)            | Леонід Сторожук                    | Гуляйгород           |
| 2012 | «Ритмотека»                                |                                    | Сімка                |
| 2013 | «Ілюзія»                                   |                                    | Сімка                |
| 2014 | «Їм було байдуже»                          |                                    | Сімка                |
| 2014 | «Майже на»                                 | Богдан Лисик                       | Опір матеріалів      |
| 2014 | «Просто ніжно так»                         | Костянтин Михайлов                 | Сімка                |
| 2014 | «Як усі»                                   | Костянтин Михайлов                 | Сімка                |
| 2015 | «Я не один»                                | Костянтин Михайлов                 | Сімка                |
| 2015 | «Ніхто крім нас/Висота»                    | Костянтин Михайлов                 | Ввічність            |
| 2015 | «Люта зима»                                | Артем Григорян                     | Ввічність            |
| 2016 | «Мене вже немає»                           | Артем Григорян                     | Ввічність            |
| 2016 | «Голос крові»                              | Артем Григорян                     | Ввічність            |
| 2016 | «Жити»                                     | Володимир Шурубура                 | Ввічність            |
| 2017 | «Стара Школа»                              | Віктор Придувалов                  | АнТАРТАКтида         |
| 2017 | «Людинаміт»                                | Сашко Положинський                 | АнТАРТАКтида         |
| 2017 | «Знаєш Мій День» (feat Арсен Мірзоян)      | Сашко Положинський і Арсен Мірзоян | АнТАРТАКтида         |
| 2020 | Хай Все Буде Так (feat Лера Калужська)     | Андрій Максюта                     | АнТАРТАКтида         |
| 2021 | «Poprykolu»                                | Yuzhane production                 |                      |

## Цікаві факти
- В кліпі „100%-й плагіат“ знімаються учасники гурту ТНМК: Фагот та Фоззі.